# 두 개의 탑

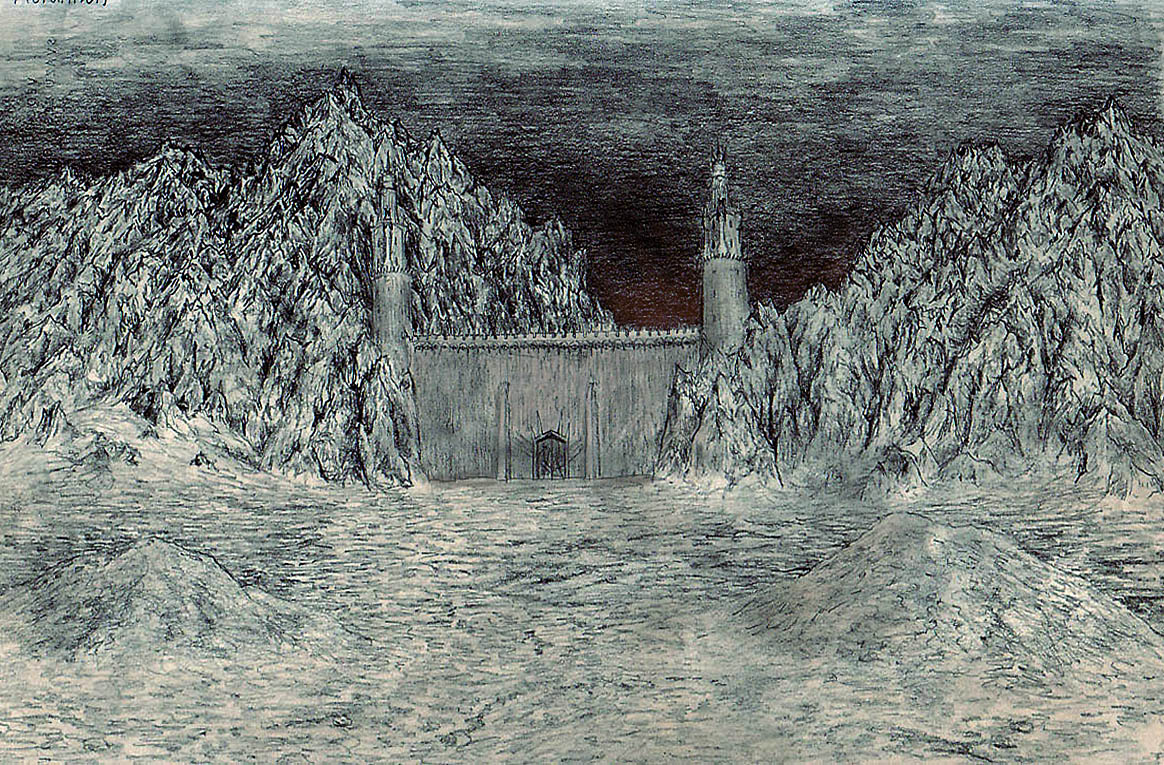

《두 개의 탑》(The Two Towers)은 영국의 작가 존 로널드 루엘 톨킨이 쓴 하이 판타지인 《반지의 제왕》 삼부작 중 제2권이다.

## 제목
톨킨은 반지의 제왕을 총 여섯 권으로 출판하려는 계획을 가지고 있었으나, 출판사의 요구로 인해 세 부분(반지 원정대, 두 개의 탑, 왕의 귀환)으로 두 권씩 묶여 출판되게 되었다. 이렇게 각 부분에 붙여진 부제는 톨킨의 의도에 따라 붙여졌다기보다는 출판사의 의도에 따라 붙여졌기 때문에, 두 개의 탑이 무엇을 의미하는지는 논란의 여지가 있다. 소설을 각색한 영화에서 두 탑은 모르도르의 바랏두르와 아이센가드의 오르상크를 뜻한다. 그러나 톨킨은 어떤 탑인지 명확히 결론을 내리지 않았다. 탑의 후보에는 앞의 두 개를 포함하여 미나스 모르굴, 키리스 웅골의 탑, 미나스 티리스까지 모두 다섯 개가 있다.

## 영화판 줄거리
반지 원정대가 해체되고 프로도와 골룸은 운명의 산을 향한 모험을 계속하던 도중 오스길리아스를 지키던 파라미르에게 붙잡히게 된다. 또한 인간 왕국인 로한에 대대적인 오크 군대가 침공하게 되고 인간과 드워프, 요정들이 이를 방어하기 위해 헬름 협곡에서 대규모의 전투를 준비하게 되는데........

## 같이 보기
- 소설 반지의 제왕 시리즈 전체 설명 : 반지의 제왕